# Kotwasice
Kotwasice [kɔtfaˈɕÉl͡sɛ] es un pueblo en el distrito administrativo de Gmina Malanów, dentro del Condado de Turek, Voivodato de Gran Polonia, en el oeste de Polonia central. Se ubica aproximadamente a 3 kilómetros del noroeste de Malanów, 11 kilómetros del suroeste de Turek, y 111 kilómetros del sureste de la capital regional Poznan.
El pueblo tiene una población de 859 habitantes.